# Jüdischer Friedhof (Wildeshausen)

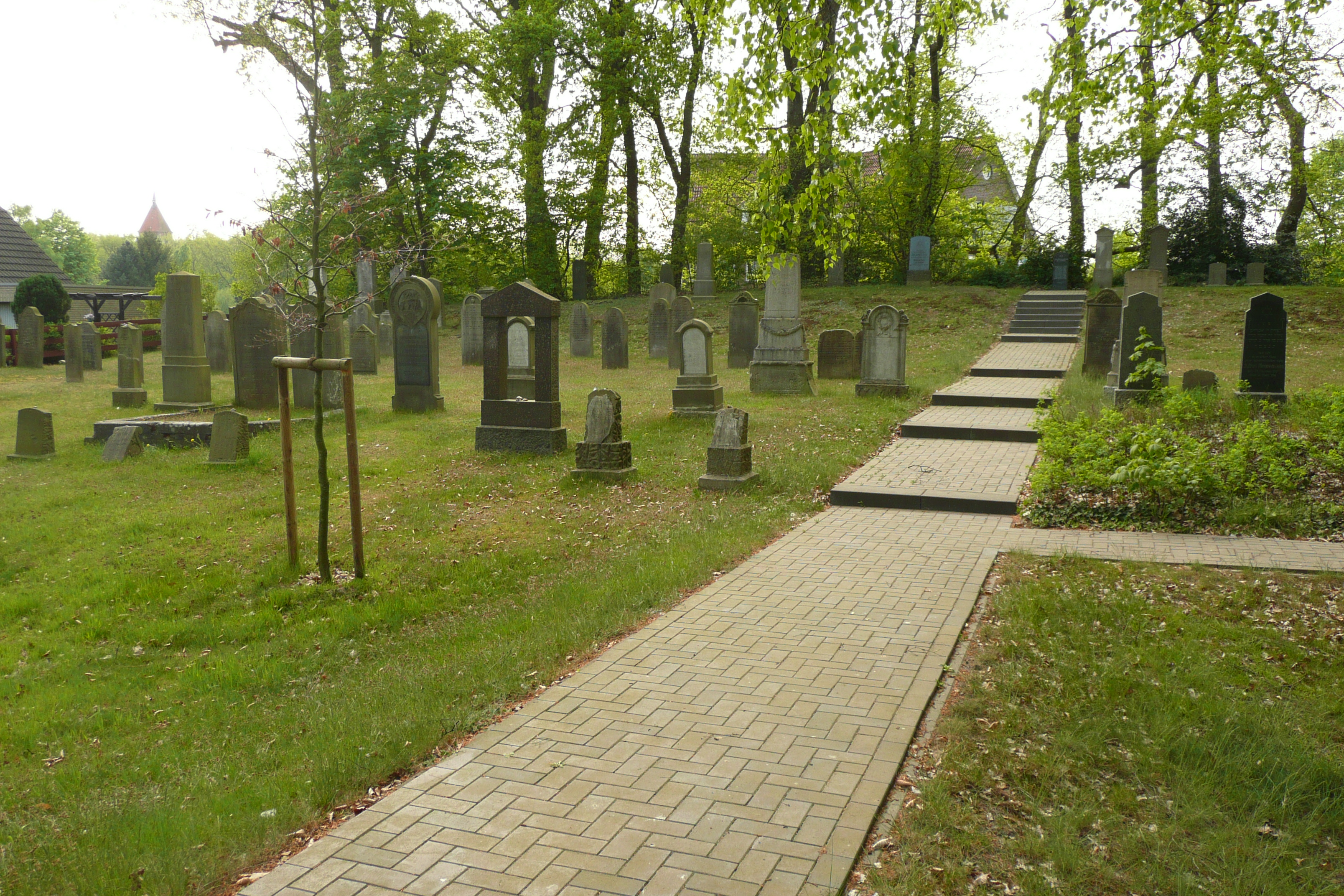
Der Friedhof

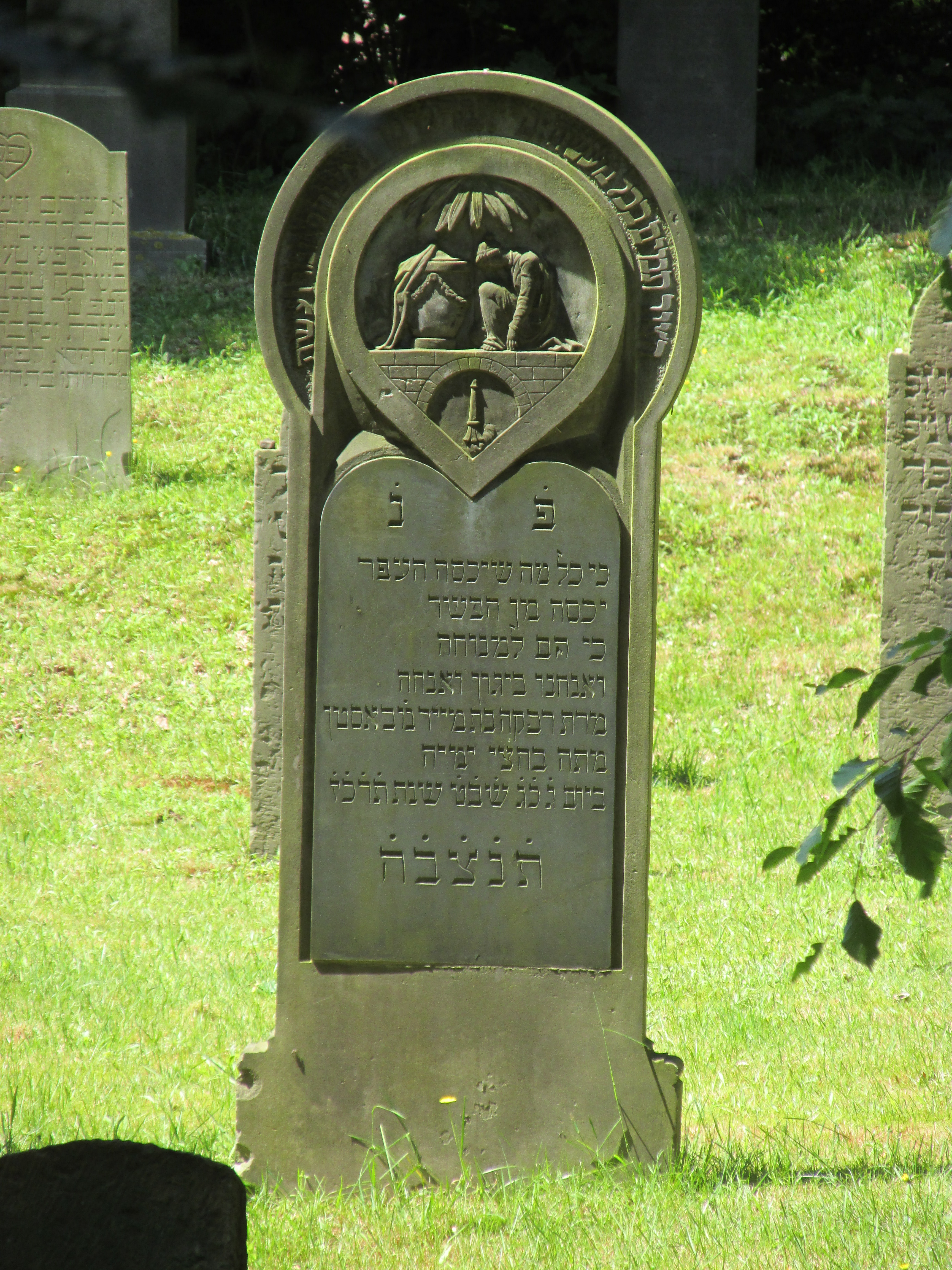
Grabstein für Rebecka Wax

Der Jüdische Friedhof Wildeshausen ist ein leidlich gut erhaltener jüdischer Friedhof in Wildeshausen (Landkreis Oldenburg, Niedersachsen). Er ist ein geschütztes Kulturdenkmal.

## Beschreibung
Auf dem Friedhof, der nördlich vom Wildeshauser Ortskern an der Ecke „Delmenhorster Straße“ und „Im Hagen“ liegt, befinden sich 86 Grabsteine für Juden aus Wildeshausen und Umgebung, die in den Jahren 1787 bis 1919 verstorben sind. 
Der älteste erhaltene Grabstein auf diesem Friedhof ist der Grabstein für Eljukam B. R. Jhuda Koopmann aus Berne, der im Jahr 1787 starb.
Außerdem befindet sich in der Nähe der Eingangspforte eine Gedenk-/Informations-Tafel. Es handelt sich um eine Bronzeplatte, die auf einem unbehauenen Granitstein festgeschraubt ist. Sie trägt folgenden Text (im Original in Großbuchstaben):
„Dieser jüdische Friedhof / wurde 1707 eingerichtet / Die letzte Beerdigung fand hier 1938 statt / Eine jüdische Gemeinde gab es nachweislich / seit dem 14. Jahrhundert in Wildeshausen / Durch Tod und Vertreibung während der NS-Zeit / fand die ehemalige jüdische Gemeinde / zu Wildeshausen / im Jahre 1940 ein trauriges Ende / Durch die Pflege dieser letzten Ruhestätte / ehrt die Stadt Wildeshausen / das Andenken ihrer / ehemaligen jüdischen Mitbürger // Wildeshausen im November 1988 // Bürgerschaft Rat Verwaltung / der Stadt Wildeshausen“
Darüber hinaus befindet sich in der Mitte des Friedhofes ein Mahnmal für ein Sammelgrab mit 23 polnischen und sowjetischen Kriegsgefangenen und Zwangsarbeitern aus der Zeit des Zweiten Weltkrieges mit folgender Inschrift:
„HIER RUHEN / AUSLÄNDISCHE / KRIEGSTOTE / 1939 – 1945 / DEN TOTEN / ZUR EHRE / DEN LEBENDEN / ZUR MAHNUNG.“

## Geschichte
Die Juden aus Wildeshausen und Umgebung beerdigten ihre Toten seit 1711 auf dem jüdischen Friedhof in Wildeshausen. Er wurde nicht nur von der jüdischen Gemeinde in Wildeshausen, sondern auch von den jüdischen Gemeinden in Harpstedt, Delmenhorst, Kirchhatten, Ganderkesee und Berne als Begräbnisstätte benutzt.